# Amphicephalozia africana
Amphicephalozia africana là một loài rêu trong họ Cephaloziellaceae. Loài này được Váňa & Wigginton mô tả khoa học đầu tiên năm 2008.